# Isidro Gomá
Isidro Gomá y Tomás (La Riba, 19 de agosto de 1869-Toledo, 22 de agosto de 1940) fue un clérigo y escritor español, cardenal primado de España durante la Guerra Civil, en la que desempeñó un destacado papel protagonista en favor de los sublevados. Fue una destacada personalidad de la cultura en la primera mitad del siglo XX, siendo académico de la Real Academia Española y de la Real Academia de Ciencias Morales y Políticas. 

## Biografía

### Primeros años y formación
Nació en La Riba en 1869, en el seno de una familia acomodada. Inició sus estudios de Letras clásicas, Humanidades, Filosofía y Teología en los Seminarios de Montblanch y de Tarragona, continuándolos en la Universidad Pontificia de Tarragona, donde obtuvo los doctorados en Filosofía y en Derecho canónico, y en la Universidad Pontificia de Valencia, donde obtuvo el doctorado en Sagrada Teología.

### Vida sacerdotal y docente
Fue ordenado sacerdote el 8 de junio de 1895, desempeña su ministerio en las localidades de Valls y Montbrió de Tarragona; aunque su labor parroquial se vería detenida al ser designado profesor del Seminario Pontificio de Tarragona (1897), y muy pronto, rector del mismo (1899). Luego deja la dirección del seminario (1908) y, nombrado canónigo doctoral de la sede tarraconense, se consagra preferentemente al cultivo de la oratoria sagrada, en la que destacó como uno de los conferenciantes más elocuentes de su época, cuya fama irradiaría incluso fuera de España. La mayor parte de las conferencias dictadas en congresos y conmemoraciones católicas se recopilaron e inspiraron la redacción de numerosas obras, en las que se patentiza una amplia, profunda y bien vertebrada cultura religiosa y profana. La fundamentación en los grandes filósofos y teólogos cristianos, y el influjo de autores franceses fieles a la doctrina de la Iglesia (en especial Pierre Batiffol, director de Instituto Católico de Toulouse) encuadran la formación intelectual de Gomá.

### Episcopado
Fue elevado a la mitra de Tarazona en 1927, cuando las relaciones entre la dictadura del general Primo de Rivera y el clero catalán estaban sometidas a duras pruebas. Con el advenimiento de la Segunda República, Gomá mantuvo desde el obispado posiciones integristas y beligerantes; sus ataques contra las reformas del primer bienio republicano en temas como el divorcio, el matrimonio civil o la enseñanza pública (su pastoral Sobre los deberes de la hora presente, de abril de 1931, cuestionaba la obediencia al poder constituido), o sus críticas a la democracia liberal y el parlamentarismo, llegaron a alcanzar resonancia fuera de España.
En julio de 1933 toma posesión de la silla toledana, vacante desde hacía dos años por la dimisión [cita requerida] del cardenal Segura. En diciembre de 1935 alcanzó el cardenalato y, tras un viaje a Roma, logró que en abril de 1936 la Santa Sede confirmase la primacía de Toledo sobre la diócesis de Tarragona, con lo que pasó a sustituir en la dirección de la Iglesia española al «accidentalista» Vidal y Barraquer. Pese a lo difícil del momento, en el desempeño de su tarea contó con el beneplácito de extensos círculos del moderantismo republicano, pero sin que su inalterable acatamiento al poder legítimamente constituido impidiera una enérgica repulsa contra cualquier injerencia o extralimitación de la potestad civil en el campo eclesiástico. Línea de conducta a la que conformaría igualmente su difícil y arriesgada actuación durante la Guerra Civil de 1936.
Su intervención fue decisiva para el reconocimiento por la Santa Sede del gobierno de la dictadura militar presidido por el general Franco, y también en 1937 redactó, conociendo los asesinatos de obispos y sacerdotes en la zona republicana, la Carta colectiva de los obispos españoles a los obispos de todo el mundo con motivo de la guerra en España, defendiendo el movimiento nacional. También justificó teológicamente la Guerra Civil y dio su aprobación a la designación de "cruzada" a esta. En una de sus intervenciones públicas más conocidas, celebrada en Budapest el 28 de junio de 1938, declaró: «Efectivamente, conviene que la guerra acabe. Pero no que se acabe con un compromiso, con un arreglo ni con una reconciliación. Hay que llevar las hostilidades hasta el extremo de conseguir la victoria a punta de espada. Que se rindan los rojos, puesto que han sido vencidos. No es posible otra pacificación que la de las armas. Para organizar la paz dentro de una constitución cristiana, es indispensable extirpar toda la podredumbre de la legislación laica...». Muere cinco años después de haber obtenido de Pío XI la púrpura cardenalicia (19 de diciembre de 1935).
Mérito suyo, entre otros, es haber difundido ampliamente en España la lectura del Nuevo Testamento, sobre todo los Evangelios concordados; e inspirar la revista Ecclesia, que fue puesta en marcha por el presbítero Zacarías de Vizcarra.
La edición por el CSIC del Archivo Gomá, iniciada en 2001 y en trece volúmenes, publica la correspondencia y documentación conservadas en el archivo del cardenal. Abarca varios miles de documentos, con interés histórico, desde 1936 hasta la muerte de Gomá.

## Citas durante su etapa de primado de España en la Guerra Civil
Poco después del comienzo de la guerra (1936), este mismo cardenal se refirió al conflicto como una lucha entre:

España y la anti-España, la religión y el ateísmo, la civilización cristiana y la barbarie.
La Guerra de España, 1936-1939, página 261.

y también que:

¿La guerra de España es una guerra civil? No; una lucha de los sin Dios [...] contra la verdadera España, contra la religión católica.
La Guerra de España, 1936-1939, página 261.

Tuvo especial predilección por el carlismo, movimiento tradicionalista y contrarrevolucionario por antonomasia en España, escribiéndole al Cardenal Pacelli, futuro papa Pío XII: 

Nadie tan entregado a la Causa como la Comunión Tradicionalista.

En enero de 1937, en su Respuesta obligada: Carta abierta AL Sr. D. José Antonio Aguirre dice:

El amor al Dios de nuestros padres ha puesto las armas en mano de la mitad de España aún admitiendo motivos menos espirituales en la guerra; el odio ha manejado contra Dios las de la otra mitad...

De hecho, no hay acto ninguno religioso de orden social en las regiones ocupadas por los rojos; en las tuteladas por el ejército nacional la vida religiosa ha cobrado nuevo vigor...

...Cuente los miles que han sido villanamente asesinados en las tierras todavía dominadas por los rojos. Es endeble su catolicismo en este punto, señor Aguirre, que no se rebela ante esta montaña de cuerpos exánimes, santificados por la unción sacerdotal y que han sido profanados por el instinto infrahumano de los aliados de usted; que no le deja ver más que una docena larga, catorce, según lista oficial —menos del dos por mil— que han sucumbido víctimas de posibles extravíos políticos, aun concediendo que hubiese habido extravío en la forma de juzgarlos.

Las injerencias del nuevo estado en materias eclesiásticas fueron, sin embargo, causa del progresivo distanciamiento del cardenal, que en octubre de 1939 se opuso a la pretensión del ministro de la Gobernación Serrano Súñer de limitar la predicación en vasco y catalán y protestó ante la disolución de las Federaciones de Estudiantes Católicos. Pero el hecho de mayor trascendencia y que marcaría la ruptura definitiva fue la prohibición gubernativa de su carta pastoral Lecciones de la guerra y deberes de la paz, firmada el 8 de agosto de 1939, contra lo que protestó por carta dirigida al ministro de la Gobernación y por medio de una nota, redactada por él mismo, publicada en el Boletín del Arzobispado el 15 de octubre. Su desengaño ante las nuevas autoridades —jóvenes a los que les falta la prudencia, sin la adecuada formación cristiana y más cercanos a la Alemania totalitaria que a Italia, e incluso infiltrados de masonería— se pondrá de manifiesto en la carta que dirigió al cardenal Maglione, Secretario de Estado, el 25 de octubre, en la que concluía:

aún teniendo el dolor de rectificar conclusiones dadas por mí anteriormente a esa Secretaría de Estado, creo que procede obrar con la máxima reserva, como ya es tradición en la Santa Sede, en las relaciones con el Estado español, recabando garantías suficientes para la libertad y la dignidad de la Iglesia en nuestro país.

## Distinciones y condecoraciones
- Collar de la Orden de Isabel la Católica.

- Académico de la Real Academia Española.

- Académico de la Real Academia de Ciencias Morales y Políticas.

## Obras

### Libros:[11]
- Tradición y crítica en exégesis (Barcelona, 1910).
- El nuevo Salterio del Breviario Romano (Barcelona, 1914).
- María. Madre y Señora (Barcelona, 1915, 1ª ed.).
- Las modas y el lujo ante la Ley Cristiana (Barcelona, 1915).
- Valor educativo de la Liturgia Católica (2 vols., Barcelona, 1918).[12]
- Panegírico de San Agustín (San Lorenzo del Escorial, Madrid, 1920).
- La Biblia y la predicación (Barcelona, 1927).
- LXXV aniversario de la definición dogmática de la Inmaculada Concepción (Tarazona de Aragón, Zaragoza, 1929).
- El Evangelio explicado (4 vols., Barcelona, 1930).
- Los Doctores de Cartago y la Comunión Eucarística (Tarazona de Aragón, Zaragoza, 1930).
- El matrimonio: Explicación dialogada de la Encíclica “Casti Connubii” (Barcelona, 1931).
- La familia según el derecho natural y cristiano (Barcelona, 1931).
- Apología de la Hispanidad (Buenos Aires, 1934).
- Jesucristo Redentor (Barcelona, 1934).
- Santo Tomás de Aquino y su época (Barcelona, 1934).
- La Eucaristía y la vida cristiana (Barcelona, 1934).
- Antilaicismo (Barcelona, 1935).
- El caso de España (Pamplona, 1936).
- Por Dios y por España (Barcelona, 1940).
- María Santísima (2, vols., Barcelona, 1941, 1ª ed.).
- Martirio e Risurrezione di Spagna (Brescia, Morcelliana, 1940). Escrito en colaboración con G. Manacorda.
- Los Santos Evangelios (Barcelona, 1940. Ed. en Argentina superior al millón de ejemplares).

### Cartas pastorales:
- Horas graves (Barcelona, 1933).
- Trascendencia actual del Papado (Tarazona de Aragón, Zaragoza, 1929).
- El XV centenario de Éfeso (Tarazona de Aragón, Zaragoza, 1931).
- Nuestra vuelta de Roma (Madrid, 1936).
- Catolicismo y Patria (Pamplona, 1939).
- Lecciones de la guerra y deberes de la paz (Toledo, 1939).

En 1955 se editaron sus cartas pastorales sobre la Guerra Civil Española en un único volumen titulado Pastorales de la guerra de España.

## Sucesión
| Predecesor: Isidoro Badía y Sarradel | Obispo de Tarazona 1927-1933                        | Sucesor: Nicanor Mutiloa e Irurita    |
| Predecesor: Pedro Segura y Sáenz     | Arzobispo de Toledo Primado de España 1933-1940     | Sucesor: Enrique Plá y Deniel         |
| Predecesor: Miguel de Unamuno        | Académico de la Real Academia Española Silla T 1940 | Sucesor: Manuel Gómez-Moreno Martínez |

- Datos: Q918317
- Multimedia: Isidro Gomá y Tomás / Q918317
- Citas célebres: Isidro Gomá Tomás
- Textos: Autor:Isidro Gomá Tomás